# Spy (jaskinia)
Spy, znana też jako Bêche-aux-Roches – jaskinia położona w prowincji Namur w Belgii, w pobliżu miejscowości o tej samej nazwie. Stanowisko archeologiczne zawierające warstwy środkowo- i górnopaleolityczne.
Prace archeologiczne w jaskini rozpoczęli w 1885 roku Marcel De Puydt i Max Lohest. W ich trakcie odsłonięto warstwy środkowopaleolityczne zajmowane przez kulturę mustierską z tradycją aszelską i La Quina, powyżej których znajdowały się warstwy górnopaleolityczne z kulturami oryniacką i grawecką. W warstwach mustierskich obok narzędzi kamiennych i śladów fauny znalezione zostały trzy szkielety należące do neandertalczyków: dwa częściowo zachowane szkielety osobników dorosłych (prawdopodobnie mężczyzn) oraz zęby i kość piszczelową młodzieńca. Na podstawie datowania metodą radiowęglową ich wiek określono na ok. 36 tys. lat. Kolejnych znalezisk szczątków neandertalskich dostarczyły wykopaliska z lat 2004–2006.